# Johan Danckerts
Johan Danckerts of Johannes Danckertsz. (Den Haag, ca. 1615 - Haarlem, 19 oktober 1686) was een kunstschilder en prentkunstenaar uit de Nederlandse Gouden Eeuw.

## Biografie
Johan werd geboren in Den Haag in de periode tussen 1615 en 1616. In 1631 werd hij lid van het Sint-Lucasgilde in Den Haag waar hij in de periode 1650 tot 1652 deken was. In 1653 vertrok hij naar Rome waar hij tot 1658 verbleef. In dat jaar vertrok hij naar Engeland voor een periode van 18 jaar (tot 1676). Na terugkomst verbleef hij in Den Haag, Amsterdam en Haarlem. Johan stierf op 19 oktober 1686 in Haarlem.
Johan schilderde voornamelijk historische onderwerpen en portretten. Hij maakte een paar ontwerpen voor de etsen die Wenceslas Hollar maakte ter illustratie van het werk van de Engelse schrijver Robert Stapylton. Een aantal van zijn leerlingen waren Michiel Meltens, Johan Schenkel, Gillis Claesz. van Steenbergen en Jacob van Steenvoorden.
Johan was de oudere broer van Hendrick Danckerts.
- Biografisch Portaal: 21348532
- Nationale Bibliotheek van Tsjechië: mzk2012714664
- RKD-Nederlands Instituut voor Kunstgeschiedenis: 19923
- Union List of Artist Names: 500026019
- Virtual International Authority File: 314805130